# François Laborde
François Laborde (Parigi, 28 febbraio 1927 – Calcutta, 25 dicembre 2020) è stato un presbitero e missionario francese dell'Istituto del Prado. Dedicò la vita ad aiutare gli abitanti delle baraccopoli di Calcutta, in India.

## Biografia
François Laborde nacque il 28 febbraio 1927 a Parigi. Fino alla maturità, fu educato dai gesuiti al liceo Saint-Louis-de-Gonzague.
Dopo un anno di studi filosofici alla Sorbona, rimase alla Grande Chartreuse per cinque mesi nel 1945. Per quanto attratto dalla vita eremitica, scelse tuttavia di unirsi all'Istituto del Prado per diventare sacerdote e servire gli esclusi e i più poveri. Qui scoprì la figura spirituale di padre Antoine Chevrier.
Per gli studi preparatori per il sacerdozio entrò a far parte del seminario di Gap e fu ordinato presbitero nel 1951. Studiò diritto canonico e teologia a Roma, poi filosofia a Lione (1951-1953). Fu accompagnatore e insegnò filosofia per otto anni al seminario del Prado (1954-1963).
Nel gennaio 1965, quattordici anni dopo la sua ordinazione sacerdotale, partì per l'India con il patrocinio delle Nazioni Unite e dell'UNESCO per condurre uno studio sociologico sulle "Relazioni tra popolazioni marginali e integrate". Colpito dall'immensa miseria di Calcutta, decise di stabilirsi in una baraccopoli, a Pilkhana (Howrah), nei sobborghi di Calcutta.
Nel 1976, aprì una prima casa per bambini disabili nella parrocchia di Nirmala Mata Maria a Howrah, dove fu nominato, con l'aiuto del cardinale Lawrence Trevor Picachy, arcivescovo di Calcutta. In questa città saranno poi aperti centri per bambini lebbrosi. Rimase lì per dieci anni e si avvicinò a Madre Teresa.
La sua associazione Action and Sharing con Calcutta "Howrah South Point", ha aperto tra il 1975 e il 2014, quattro centri di accoglienza, due scuole primarie e secondarie, un ospedale per bambini malnutriti (alcuni dei quali sieropositivi), quattro cliniche, sette centri di assistenza all'aperto e vari luoghi di istruzione informale per bambini che lavorano in campi di mattoni o bambini di strada. L'associazione impiega "circa 320 dipendenti, il 10% dei quali ha una disabilità fisica e alcuni dei quali hanno legalmente adottato un figlio. Sostiene più di 2.600 bambini disabili e svantaggiati.
La vita e l'azione umanitaria di padre François Laborde hanno ispirato, nel 1985, il libro di Dominique Lapierre, La Cité de la joie. Padre Laborde, tuttavia, si è sempre rifiutato di essere identificato con padre Lambert nel romanzo.
François Laborde morì il giorno di Natale, il 25 dicembre 2020, a Calcutta, all'età di 93 anni. Il suo funerale, presieduto dall'arcivescovo di Calcutta Thomas D'Souza, si è tenuto nella chiesa di San Giovanni a Sealdah, Calcutta, il 28 dicembre.

## Aneddoto
Nel 1971, in occasione di un viaggio in India, François Mitterrand incontrò padre Laborde e raccontò la sua esperienza in una lettera ad Anne Pingeot:
(Estratto da una lettera di François Mitterrand ad Anne Pingeot, 1971)

## Opere
- Ainsi priait Jésus, prefazione di Olivier de Berranger, Éditions de l'Emmanuel, 2011
- J'ai rencontré Jésus dans les slums, prefazione di Olivier de Berranger, Éditions de l'Emmanuel, 2016